# Conculus sagadaensis
Espèce
Conculus sagadaensis est une espèce d'araignées aranéomorphes de la famille des Anapidae.

## Distribution
Cette espèce est endémique de Luçon aux Philippines. Elle se rencontre vers Sagada.

## Description
Le mâle holotype mesure 2,03 mm.

## Étymologie
Son nom d'espèce, composé de sagada et du suffixe latin -ensis, « qui vit dans, qui habite », lui a été donné en référence au lieu de sa découverte, Sagada

## Publication originale
- Zhang & Lin, 2019 : Two new spider species of the genus Conculus (Araneae, Anapidae) from Southeast Asia. Zootaxa, no 4612(3), p. 423-430.